# Montcada (kommun i Spanien)
Moncada är en kommun i Spanien.   Den ligger i provinsen Província de València och regionen Valencia, i den östra delen av landet, 300 km öster om huvudstaden Madrid. Antalet invånare är 21 953. Arean är 15,6 kvadratkilometer. Moncada gränsar till Valencia, Albalat dels Sorells, Alfara del Patriarca, Bétera, Foios, Museros och Náquera. 
Terrängen i Moncada är platt.